# Amor americano
Amor americano es una canción del grupo chileno Los Jaivas, incluida en el álbum Alturas de Machu Picchu, (1981), compuesto a partir de los textos de Pablo Neruda en el poema del mismo nombre, que fue publicado en su extensa obra Canto General (1950).

## Contexto
"Amor Americano" es la tercera pista del lado A del LP original.

## Música
Después de la extensa elaboración del track anterior, "La Poderosa Muerte", el disco toma un aire con ciertos ritmos pertenecientes al folclor latinoamericano, complementado siempre con los instrumentos electrónicos y típicos del rock que caracterizaron a Los Jaivas en toda su obra musical. En este tema, el pianista Claudio Parra ejecuta los sintetizadores, instrumento que normalmente toca su hermano Eduardo, mientras que la voz del grupo, Gato Alquinta toca el bajo y su compañero Mario Mutis ejecuta la guitarra eléctrica.

## Letra
La letra de la canción está extraída del Canto VIII del poema Alturas De Macchu Picchu de Neruda, aprovechando el ritmo característico de los versos endecasílabos sin rima con que el poeta caracteriza la geografía de Machu Picchu. Se observan recursos literarios especialmente en imágenes como "la plata torrencial del Urubamba / hace volar el polen a su copa amarilla", refiriéndose al río del mismo nombre, y a elementos de la cultura incaica, como el dios Willkamayu. Este canto en particular ha sido apreciado según algunos críticos como una invitación a la cultura americana, pasada y presente, a apreciar la belleza histórica de Machu Picchu y un llamado a las vidas pasadas, que ya se han extinguido, a volver a la vida, porque "el reino muerto vive todavía"[cita requerida].

## Datos técnicos
- Aparece en el disco Alturas de Machu Picchu (1981)
- Track 3, lado A en el LP; track 3 en el CD
- Duración: 5:28

### Composición
- Letra: Pablo Neruda
- Música: Los Jaivas

### Instrumentos
- Gato Alquinta: Bajo, Voz
- Mario Mutis: Guitarra eléctrica
- Claudio Parra: Minimoog, Piano eléctrico
- Gabriel Parra: Batería

### Grabación
- Grabación y mezcla: entre julio y agosto de 1981, estudios Pathé-Marconi, París
- Ingeniero de grabación y mezcla: Daniel Michel
- Producción: Los Jaivas